# Konrad Pettersson
Konrad Pettersson född 1 juli 1903 i Älvsby församling, död 18 november 1976 i Piteå, var en svensk längdskidåkare. Han vann Vasaloppet 1927. Han tävlade för Luleå SK.

### Fotnoter
1. ↑  ”Vasaloppet”. Vasaloppet. Arkiverad från originalet den 3 december 2013. https://web.archive.org/web/20131203033229/http://www.vasaloppet.se/wps/wcm/connect/989fe080449c33e79e4cff27c64f5ec4/segrare_Vasaloppet_sv3bcd.pdf?MOD=AJPERES. Läst 1 december 2013.